# Hour Glass (banda)
Hour Glass fue una banda de blues fundada en Los Ángeles, California en 1967. Entre sus miembros figuraban dos futuros músicos de The Allman Brothers Band (Duane Allman y su hermano Gregg) y tres futuros músicos de estudio de Muscle Shoals, Alabama (Pete Carr, Johnny Sandlin y Paul Hornsby).

## Personal
- Duane Allman - guitarra, voz
- Gregg Allman - voz, teclados

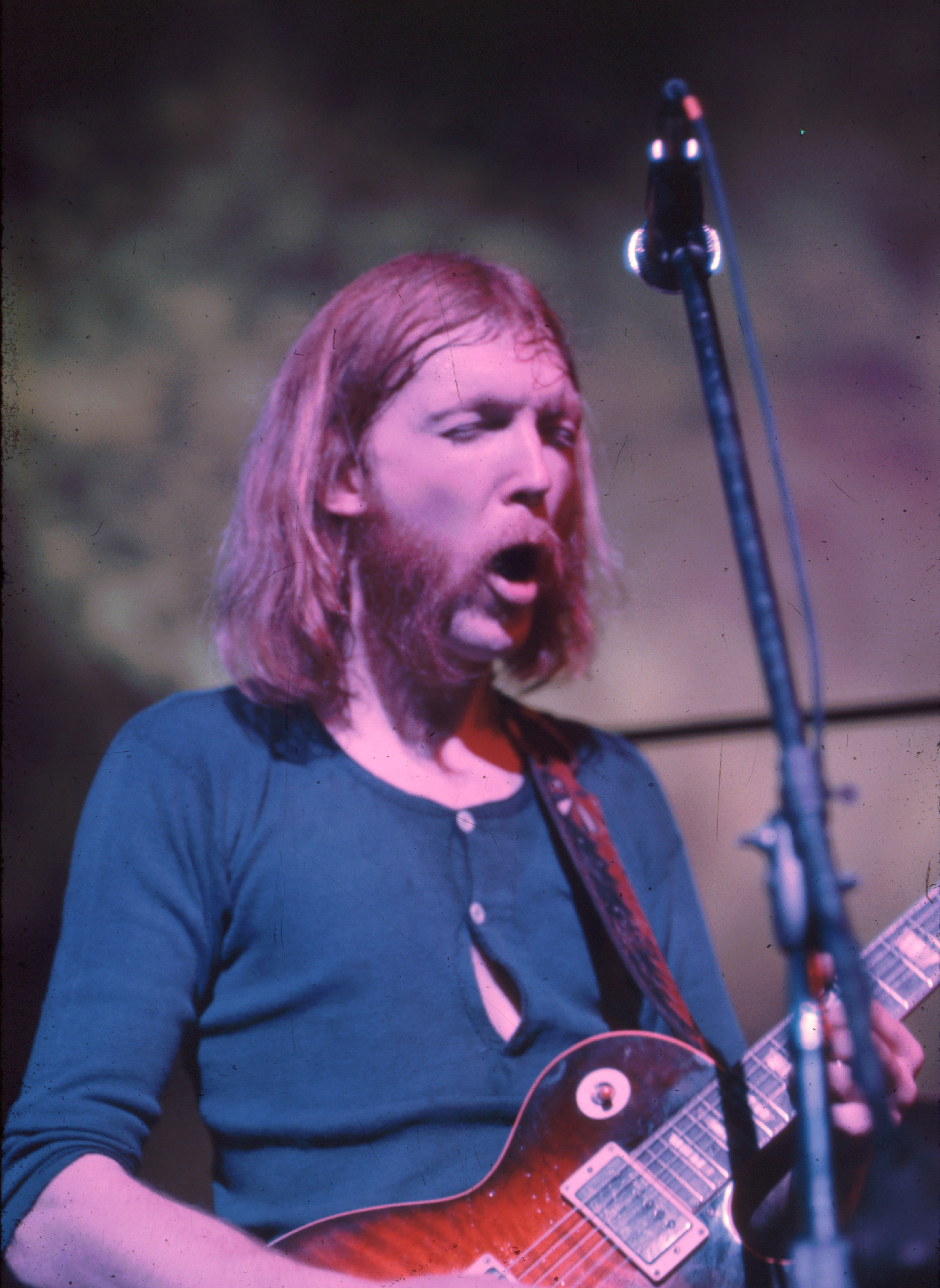
Duane Allman hizo parte de Hour Glass junto a su hermano Gregg.

- Paul Hornsby - piano, guitarra, teclados
- Johnny Sandlin - batería, guitarra
- Mabron McKinney - bajo (1967)
- Bob Keller - bajo (1967)
- Pete Carr - bajo, guitarra, voz (1967–1968)

## Discografía
- Hour Glass (Liberty, 1967)
- Power of Love (Liberty, 1968)
- The Hour Glass (United Artists, 1973)
- Southbound (Acadia, 2004)